# Distrito de Komárno
El distrito de Komárno (en eslovaco Okres Komárno) es una unidad administrativa (okres) de Eslovaquia Meridional, situado en la región de Nitra, con 112 384 habitantes (en 2001) y una superficie de 1100 km². Su capital es la ciudad de Komárno.

## Demografía
| Año        | 1994    | 2004    | 2014    | 2024    |
| ---------- | ------- | ------- | ------- | ------- |
| Población  | 109 329 | 107 290 | 103 360 | 98 829  |
| Diferencia |         | −1,86 % | −3,66 % | −4,38 % |

| Año        | 2023   | 2024    |
| ---------- | ------ | ------- |
| Población  | 99 273 | 98 829  |
| Diferencia |        | −0,44 % |

## Ciudades (población año 2017)
- Hurbanovo 7469
- Kolárovo 10 546
- Komárno 34 160

## Municipios
- Bajč 1234
- Bátorove Kosihy 3316
- Bodza 392
- Bodzianske Lúky 187
- Brestovec 498
- Búč 1128
- Čalovec 1177
- Chotín 1395
- Číčov 1271
- Dedina Mládeže 459
- Dulovce 1727
- Holiare 483
- Imeľ 1949
- Iža 1651
- Kameničná 1915
- Klížska Nemá 490
- Kravany nad Dunajom 717
- Lipové 140
- Marcelová 3731
- Martovce 687
- Moča 1122
- Modrany 1361
- Mudroňovo 123
- Nesvady 5094
- Okoličná na Ostrove 1491
- Patince 451
- Pribeta 2813
- Radvaň nad Dunajom 697
- Sokolce 1202
- Šrobárová 507
- Svätý Peter 2788
- Tôň 746
- Trávnik 695
- Veľké Kosihy963
- Virt 293
- Vrbová nad Váhom 525
- Zemianska Olča 2332
- Zlatná na Ostrove 2370